# Tixotropia
Tixotropia é a designação dada para o fenômeno no qual um colóide muda sua viscosidade, seu estado de gel para sol ou sol para gel.
Trata-se da propriedade de um fluido não-newtoniano ou pseudoplástico que apresenta uma alteração dependente do tempo em sua viscosidade. Quanto mais se submete tal fluido a esforços de cisalhamento, mais diminui sua viscosidade. Em suma, um fluido tixotrópico é aquele que demora um tempo finito para alcançar uma viscosidade de equilíbrio quando ocorre uma mudança instantânea no ritmo do cisalhamento.
Apesar de não existir ainda uma definição universal, o termo se aplica às vezes aos fluidos pseudoplásticos que não mostram uma relação viscosidade/tempo. É importante levar em consideração a diferença entre um fluido tixotrópico e um pseudoplástico. O primeiro mostra uma diminuição de viscosidade ao longo do tempo a uma velocidade de corte constante, ao passo que o segundo apresenta esta mesma diminuição ao aumentar-se a velocidade de corte.
Os fluidos que exibem a propriedade oposta, ou seja, em que a agitação ao longo do tempo provoca a solidificação, são chamados reopéticos ou anti-tixotrópicos, e são muito mais raros.
Alguns fluidos com consistência de gel ou colóide são considerados materiais tixotrópicos, pois mostram forma estável em repouso e se tornam fluidos quando agitados.